# ГЕС Hapcheon
ГЕС Hapcheon — гідроелектростанція у Південній Кореї. Використовує ресурс із річки Хванг, правої притоки Нактонган, яка впадає у Японське море біля Пусана.
У межах проєкту річку перекрили бетонною гравітаційною греблею висотою 96 метрів та довжиною 472 метри. Вона утримує водосховище з площею поверхні 25 км2 та об'ємом 790 млн м3 (корисний об'єм 560 млн м3), в якому припустиме коливання між позначками 140 метрів НРМ (рівень «мертвої води») та 176 метрів НРМ (під час повені).
Зі сховища через лівобережний масив прокладено дериваційний тунель до розташованого за 2,6 км машинного залу. Останній спорудили у наземному виконанні на березі Хванг та обладнали двома турбінами типу Френсіс потужністю по 50 МВт, які при напорі у 95 метрів забезпечують виробництво 232 млн кВт·год електроенергії на рік.
Відпрацьована вода повертається в річку, на якій дещо нижче споруджена регулююча гребля висотою 29 метрів та довжиною 276 метрів, яка утримує невелике водосховище з корисним об'ємом 17 млн м3. При ній працює мала ГЕС з двома бульбовими турбінами загальною потужністю 1,2 МВт, які використовують напір у 7,3 метра.
Окрім виробництва електроенергії, гідрокомплекс забезпечує водопостачання промисловості та населення в обсягах 599 млн м3 на рік (ще 32 млн м3 спрямовується на зрошення). Крім того, водосховище виконує протиповеневу функцію.